# NASDAQ OMX
NASDAQ OMX er et tidligere navn for et børshandelsselskab, der var aktivt i Skandinavien og i Baltikum. NASDAQ OMX var ejet af den amerikanske virksomhed Nasdaq, Inc., der havde erhvervet det svensk-finsk-ejede selskab OMX AB, der drev virksomhed med børsdrift, værdipapirhandel og kapitalfremskaffelse i Skandinavien og Baltikum, herunder i Danmark, hvor selskabet drev Københavns Fondsbørs. OMX bestod af to divisioner: OMX Exchanges og OMX Technology. OMX Exchanges ejede og drev børserne i København, Stockholm, Helsinki, Tallinn, Riga og Vilnius samt værdipapircentralerne i Estland og Letland. OMX Technology leverede løsninger og tjenesteydelser (transaktionsteknologi, processing og outsourcing).
I 2005 blev Københavns Fondsbørs en del af OMX, da OMX købte aktierne i Københavns Fondsbørs A/S for 1,2 mia.kr. Tidligere havde de danske banker, fondsmæglerselskaber og udstedere af værdipapirer ejet Københavns Fondsbørs.
I maj 2007 fremsatte det store amerikanske børsselskab Nasdaq, Inc., som også ejer NASDAQ, et købstilbud på OMX på 3,7 mia. dollars. OMX indgik herefter i Nasdaq-gruppen, der skiftede navn til NASDAQ OMX Group, Inc. og OMX ændrede navn til NASDAQ OMX. I den 1. oktober 2014 udgik navnet OMX, og Nasdaq driver i dag aktiviteterne under Nasdaq-brandet.